# Лаговець
Лаговець (пол. Łagowiec, нім. Lagowitz) — село в Польщі, у гміні Тшцель Мендзижецького повіту Любуського воєводства.
Населення — 205 осіб (2011).
У 1975-1998 роках село належало до Гожовського воєводства.

## Демографія
Демографічна структура станом на 31 березня 2011 року:
|          | Загалом | Допрацездатний вік | Працездатний вік | Постпрацездатний вік |
| -------- | ------- | ------------------ | ---------------- | -------------------- |
| Чоловіки | 109     | 22                 | 76               | 11                   |
| Жінки    | 96      | 19                 | 51               | 26                   |
| Разом    | 205     | 41                 | 127              | 37                   |